# Bracknell
Bracknell ist eine englische Stadt mit etwa 55.000 Einwohnern in der Unitary Authority Bracknell Forest, Grafschaft Berkshire. Die Gemeinde liegt ca. 60 km südwestlich von London an der Autobahn M4 und der Bahnstrecke der South West Trains zwischen London Waterloo und Reading. Bracknell ist rund 22 km vom Flughafen London-Heathrow entfernt. Der Bull Brook fließt im Norden der Stadt.

## Geschichte
Bracknell ist eine New Town (Planstadt), eine nach dem Zweiten Weltkrieg gegründete Stadt, um Platz für Unternehmensansiedlungen zu schaffen. Heute hat eine Vielzahl von internationalen Konzernen Niederlassungen in Bracknell. Vor allem Unternehmen aus der IT und Elektrotechnik sind hier zu finden, zum Beispiel Siemens, Honeywell, Fujitsu, Hewlett-Packard, 3M oder Novell. Das Mietwagenunternehmen AVIS hat hier seine Europazentrale. Die BMW Group betreibt hier die Landesgesellschaft BMW (GB) Ltd., die neben Großbritannien auch Irland betreut, ein Warenlager und ein Trainingszentrum. Auch Rolls-Royce Motor Cars hat hier ihren Sitz. In Bracknell befindet sich auch die Zentrale der britischen Supermarktkette Waitrose.
Das Stadtbild ist geprägt von vielen Reihenhaussiedlungen und einer großen Zahl von Kreisverkehren. Das Stadtzentrum ist eine für die 1960er und 1970er Jahre typische Betonlandschaft, bestehend aus einem Einkaufszentrum und zwei Einkaufsstraßen. Die wenigen Vorkriegsgebäude sind meistens alte Landhäuser, in denen sich Pubs befinden und die heute von Plattenbauten eingerahmt werden. Der in den 1960ern sehr populären Vorstellung von der „autogerechten Stadt“ hat Bracknell eine Vielzahl von Fußgängertunneln zu verdanken, die die Innenstadt bzw. Gewerbegebiete mit den Wohngegenden verbinden. Ein Überqueren der Straßen war in diesem Konzept nicht vorgesehen, so dass Zebrastreifen und Fußgängerampeln ein seltener Anblick im Stadtbild sind.
Im Osten grenzt Bracknell an den für seine Pferderennbahn berühmten Ort Ascot. Zu Bracknell gehört im Süden ein ausgedehntes Waldgebiet, der Bracknell Forest. Hier wurden bei Ausgrabungen die Reste einer etwa 2600 Jahre alten Siedlung aus der Eisenzeit gefunden (Caesar’s Camp). An der südlichen Stadtgrenze, jedoch schon auf dem Gebiet der Gemeinde Crowthorn, befindet sich Broadmoor Hospital, eine Klinik für Forensik und eins der berühmtesten Hochsicherheitsgefängnisse in England.
„Unbekannte Berühmtheit“ hat Bracknell durch die erste Harry-Potter-Verfilmung bekommen. Die Außenaufnahmen vom Haus der „Dursleys“ wurden in Martins Heron, einem Stadtteil von Bracknell, gedreht.

## Städtepartnerschaft
Deutsche Partnerstadt von Bracknell ist seit 1973 Opladen, seit der Eingemeindung 1975 Leverkusen.

## Söhne und Töchter der Stadt
- Hugh Welchman (* 1975), Filmproduzent
- Camilla Luddington (* 1983), Schauspielerin
- Mark Philo (1984–2006), Fußballspieler
- Jonathan Boxill (* 1989), Eishockeyspieler
- Jack Stacey (* 1996), Fußballspieler